# イチョウモドキ属
イチョウモドキ属（学名：Ginkgoidium）は、裸子植物イチョウ綱に属する化石植物である。1889年に東京帝国大学の横山又次郎により石川県白峰村（現白山市）桑島化石壁から採取した葉の化石から発見された。葉はクサビ形であり、葉脈は又状に分岐しているのが特徴である。
1997年、桑島化石壁の山側を貫通するトンネルの削除工事で運び出された岩石の中から、短枝に葉片数枚が頂生し、さらに長い柄を伴った8個の果実が短枝の頂部についた状態の化石が発見された。この発見より、イチョウモドキ属がイチョウの仲間であることが改めて確認された。